# Spring (film, 2019)
Pour plus de détails, voir Fiche technique et Distribution.
Spring est un court métrage d'animation néerlandais réalisé par Andy Goralczyk, sorti en 2019. C'est la douzième réalisation libre de la fondation Blender, conçue entièrement avec des logiciels libres, dont Blender, dans sa version de développement 2.80.

## Synopsis
Une bergère et son chien se retrouvent confrontés à d'anciens esprits, annonciateurs du printemps et de la poursuite du cycle des saisons.

## Réalisation
Annoncé en 2017, le projet de court métrage d'animation Spring est destiné à tester la version 2.80 du logiciel Blender.
Créé dans les locaux du Blender Institute à Amsterdam, il est réalisé par Andy Goralczyk sous la direction artistique de David Revoy, avec les logiciels Blender, GIMP et Krita. Le court métrage sort en avril 2019.
La phase d'animation aura duré trois semaines pour un résultat de 7 minutes et 44 secondes.

## Fiche technique
Ce court-métrage est conçu et réalisé par une équipe de quatorze artistes.
- Réalisation : Andy Goralczyk
- Concept : Andy Goralczyk
- Scénario : Andy Goralczyk
- Musique : Torin Borrowdale
- Direction artistique : David Revoy
- Modélisation : Julien Kaspar
- Animation : Hjalti Hjalmarsson
- Éclairages : Julien Kaspar
- Composition :
- Support technique :
- Production : Ton Roosendaal, Francesco Siddi
- Société de production : Fondation Blender
- Pays :  Pays-Bas
- Date de sortie : 30 septembre 2019

## Récompenses
Spring est élu meilleur court métrage d'animation en 2019, lors de la conférence internationale Mundos Digitales de La Corogne, consacrée à l'animation, aux effets visuels et aux nouveaux médias.

## Galerie
- Le film Spring, en accès libre

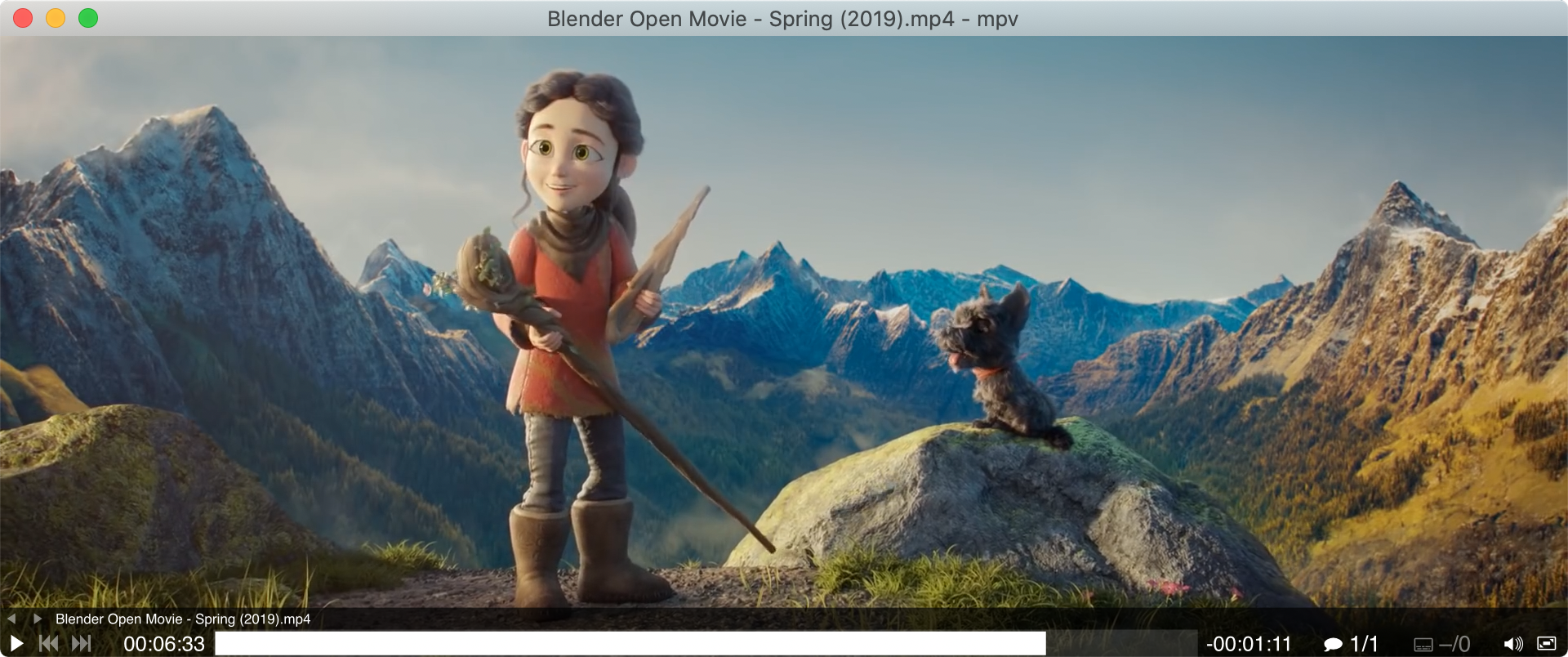
Une scène du film montrant les deux personnages principaux.